# جيمس ويلسون (لاعب اتحاد الرغبي)
جيمس ويلسون (بالإنجليزية: James Wilson)‏ هو لاعب اتحاد الرغبي نيوزيلندي، ولد في 7 يوليو 1983 في إنفركارجل في نيوزيلندا.